# دميرتشي (سراب)
دميرتشي هي قرية في مقاطعة سراب، إيران. عدد سكان هذه القرية هو 429 في سنة 2006.